# Anreizsteuerung
Das Ziel der Anreizsteuerung (englisch incentive management) ist, schädliches Verhalten durch Sanktionen zu vermindern bzw. gewünschte Verhaltensweisen durch Subvention zu fördern. Man unterscheidet zwischen Anreizen materieller und immaterieller Art. Anreize materieller Art sind meistens monetäre Zuwendungen, wie z. B. Leistungsprämien. Anreize immaterieller Art sind z. B. Auszeichnungen oder Aufstiegsmöglichkeiten. Das System der Anreizsteuerung findet in vielen Bereichen Anwendung, z. B. in der Politik, beim Umweltschutz, beim Konsumverhalten oder im Personalmanagement, wobei das Letztere der wichtigste Anwendungsbereich in einem wirtschaftlichen Unternehmen darstellt.

## Anreizsteuerung im Personalmanagement

### Ziele
Positive Anreizsteuerung dient sowohl dem Interesse des Unternehmens bzw. der Unternehmensführung als auch der Mitarbeiter.
Messbarer Erfolg einer positiven Anreizsteuerung sind für die Unternehmensführung die Steigerung des Unternehmensgewinns, des Umsatzwachstums oder der Eigenkapitalrendite. Weitere messbare Größen in Verbindung mit positiver Anreizsteuerung sind z. B. die Steigerung von Vertragsabschlüssen oder die Zunahme von Patentanmeldungen. Die Leistungs- und Wettbewerbsfähigkeit eines Unternehmens wird dadurch gefördert.
Maßgeblich für die Ausrichtung der Anreizsteuerung ist die Relevanz der einzelnen Bedürfnisse bzw. Interessen der Mitarbeiter. Diese werden in der Bedürfnispyramide nach Maslow dargestellt.
Eine positive Anreizsteuerung führt zu einer höheren Befriedigung der Bedürfnisse der Mitarbeiter.
Existenziell ist eine ausreichende wirtschaftliche Absicherung des Mitarbeiters, die eine Befriedigung seiner Grundbedürfnisse ermöglicht, z. B. das Bedürfnis nach Nahrung und Unterkunft. Diese Absicherung erfolgt in der Regel durch monetäre Vergütung. Hier kommt die positive Anreizsteuerung in Deutschland am wenigsten zum Tragen. Durch die Einführung eines Mindestlohns, können die meisten Menschen ihre Grundbedürfnisse durch Einkommen befriedigen. Nicht ohne weiteres möglich ist dies jedoch in Ballungsräumen mit hohen Mieten. Hier kann positive Anreizsteuerung darin bestehen, dass das Unternehmen erschwinglichen Wohnraum zur Verfügung stellt oder finanzielle Ausgleichszahlungen tätigt. So bewirkt positive Anreizsteuerung, dass Unternehmen an solchen Standorten qualifizierte Mitarbeiter haben.
Dem Bedürfnis der existenziellen Grundsicherung folgt das Bedürfnis nach Sicherheit. Zum einen umfasst dies das Bedürfnis nach dauerhafter Existenzsicherung. Positive Anreizsteuerung kann darin bestehen, dass gute Arbeitsleistung mit einem unbefristeten Arbeitsvertrag honoriert wird. Es umfasst auch das Bedürfnis nach Gesundheit und Wohlergehen. Positive Anreizsteuerung kann darin bestehen, dass der Arbeitgeber einen höheren Standard bietet als gesetzlicher Arbeitsschutz fordert. Er kann z. B. psychologische Betreuung anbieten und somit einen Beitrag zur Erhaltung der Gesundheit und Arbeitsfähigkeit leisten.
Es folgt die Sicherung der sozialen Bedürfnisse. Darunter versteht man das soziale Miteinander am Arbeitsplatz. Durch teambildende Maßnahmen kann der Arbeitgeber z. B. das soziale Klima fördern. Dies bewirkt, dass der Mitarbeiter sich in seinem sozialen Umfeld am Arbeitsplatz wohlfühlt und bessere Leistung erbringt.
Das Bedürfnis nach Wertschätzung umfasst die Anerkennung der Persönlichkeit und der erbrachten Leistung. Positive Anreize können eine Belobigung, Beförderung oder Prämie sein. Diese Formen der Belohnungen bewirken, dass der Mitarbeiter sich geschätzt und geachtet fühlt. Er ist bereit, auch zukünftig die erwartete Leistung zu bringen, um dieses positive Gefühl erneut zu empfinden.
An der Spitze der Bedürfnispyramide steht der Wunsch nach Selbstverwirklichung. Hier kann der Arbeitgeber positive Anreize setzen, indem er dem Arbeitnehmer eine berufliche Weiterentwicklung ermöglicht. Er kann betriebliche oder außerbetriebliche Fortbildungen anbieten bzw. unterstützen, z. B. den Arbeitnehmer während seiner Fortbildung freistellen. Der Mitarbeiter kann sein Potenzial voll ausschöpfen und dem Unternehmen zugutekommen lassen.

### Erfolg von Anreizen
Die Wertigkeit (Valenz) eines Reizes ist eine subjektive Empfindung und hat somit keine allgemein gültige Wertigkeit. Auch kann sie sich über die Zeit bei einer Person verändern. Die Motivation der Mitarbeiter wird nur dann aufrechterhalten, wenn die Belohnung den Bedürfnissen gerecht wird. Sie kann intrinsischer oder extrinsischer Art sein. Bei der intrinsischen Motivation bewirkt die Tätigkeit an sich ein Glücksgefühl bei der ausführenden Person. Sie kommt oft bei kreativen Tätigkeiten zum Tragen. Hier ist die Anreizsteuerung nicht Auslöser der Motivation, sie kann diese jedoch positiv verstärken. Bei der extrinsischen Motivation bewirkt ein äußerer Anreiz, dass die gewünschte Tätigkeit durchgeführt wird, z. B. die Übernahme einer Aufgabe mit dem Ziel einer Beförderung oder Prämie.

### Kritik
Die Kritikpunkte beziehen sich hauptsächlich auf extrinsische Anreize.
1. Verdrängung intrinsischer Motivation: Ist die eigentliche Motivation intrinsischer Art, kann eine Anreizsteuerung zu Demotivation und Leistungsabnahme führen. Insbesondere kann dies der Fall sein, wenn die Anreizsteuerung nicht die Qualität der erbrachten Leistung berücksichtigt. Eine derartige Anreizsteuerung kann zu einer unrealistischen Erwartungshaltung führen und setzt eine Motivation durch Belohnung voraus.[3]
2. Pessimistisches Menschenbild: Das System der Anreizsteuerung erweckt den Eindruck, dass der Mensch nur zweckmäßig handelt, um seine eigenen Interessen zu verfolgen (Zweck-Mittel-Denken). Der Mensch wird auf einen Opportunisten reduziert. Diese Sichtweise kann zu einer Verinnerlichung führen und zur Folge haben, dass die Menschen tatsächlich zu opportunistischem Verhalten tendieren.[7]

Die folgenden Kritikpunkte behandeln spezifische unerwünschte Anreizeffekte.
1. Konträre Auswirkungen zur eigentlichen Zielsetzung: Ein Beispiel hierfür ist, dass chinesische Bauern für den Fund eines Fossils eine Prämie erhielten. Dies veranlasste die Bauern, die Fossilien zu zerbrechen, um mehr Prämien zu erhalten. Diese Zerstörung führte zu einer erheblichen Wertminderung der Fossilien.
2. Aufrechterhaltung von Problemen: Ein Kind erhält z. B. für das Aufräumen seines Zimmers eine Belohnung. Diese motiviert dazu, das Zimmer wieder in den Ursprungszustand zu bringen, um erneut die Belohnung zu erhalten.
3. Eigeninteressen über Interessen des Unternehmens: Die International Business Machines Corporation (IBM) bezahlte ihre Programmierer nach Anzahl der geschriebenen Programmzeilen. Dies veranlasste die Programmierer dazu, umfangreichere und teilweise dafür nutzerunfreundlichere Programme zu schreiben. Dies widerspricht der Anreizsetzung und dem unternehmerischen Ziel.
4. Intertemporäre Zielkonflikte: Eine Bankfiliale fordert von den Mitarbeitern die Akquirierung einer bestimmten Anzahl von Neukunden innerhalb eines Quartals. Zu Erreichung dieses Ziels, akquiriert der Mitarbeiter auch Neukunden, die für die Bank nicht gewinnbringend sind. Die kurzfristig motivierte Entscheidung zur Erreichung der Kennzahl kann eine Gefahr für den langfristigen Unternehmenserfolg darstellen.
5. Unternehmerische Vorteile zu Ungunsten von Dritten: Dies ist z. B. dann der Fall, wenn die Arbeits- und Sozialstandards zwischen dem Export- und Importland stark abweichen. Der unternehmerische Erfolg des Importlandes beruht dann darauf, dass die Standards und somit die Kosten im Exportland viel geringer sind. Dies führt zu einer unethischen Ausbeutung der Arbeitnehmer.[3]

## Umweltschutz
Knapper werdende Ressourcen und steigende Emissionen erzwingen ein ökologischeres Verhalten. Seit den 1980er Jahren nimmt die Anreizsteuerung in der Umweltpolitik an Bedeutung zu.
Grund hierfür ist die Erkenntnis, dass die freie Marktwirtschaft nicht genügend Anreize für ökologisches Verhalten schafft. Ziel der freien Marktwirtschaft ist der kurzfristige Profit. In der Regel ist dies mit ökologischen Zielen nicht vereinbar, wie z. B. mit der nachhaltigen Nutzung von Ressourcen. Auch aus ökonomischen Gründen ist ökologisches Verhalten erforderlich, um den Markt für die Zukunft zu sichern. Zudem achtet der Markt nicht auf negative Auswirkungen auf Dritte, wie z. B. der gesundheitlichen Beeinträchtigung durch erhöhte Abgasemissionen. Daher muss der Staat mit ökonomischen Steuerungsinstrumente in den freien Markt eingreifen und entsprechende Anreize setzen.

### Steuerung durch ökonomische Anreize
1. Subventionen für Umweltschutzprojekte: Darunter fallen z. B. Subventionen zur Entwicklung erneuerbarer Energien. Aus ökonomischer Sicht ist die Subventionierung auch kritisch zu betrachten. Sie stellt einen Eingriff in den freien Markt dar und greift durch Begünstigung in die Wettbewerbsfähigkeit ein, da nicht alle Wirtschaftsteilnehmer gleichmäßig davon profitieren. Zudem belasten Subventionsgelder die öffentliche Haushaltskasse. Nicht die Verursacher der Umweltproblematik tragen die finanzielle Verantwortung, sondern die Allgemeinheit. Für die Subventionierung spricht, dass durch ein umweltorientiertes Verhalten die Allgemeinheit profitiert.
2. Besteuerung von Rohstoffen: Um den klima- und umweltschädlichen Verbrauch von fossilen Brennstoffen zu verringern, werden diese im Gegensatz zu erneuerbaren Energien höher besteuert. Das schafft bei Unternehmen den finanziellen Anreiz, auf ökologischere Alternativen umzustellen.
3. Emissionsrechtehandel: Zur Erreichung der Klimaschutzziele bekommen Firmen mit einer hohen CO2-Emission vom Staat Emissionsrechte zugeteilt. Eine Überschreitung der Emissionsrechte wird mit Strafen sanktioniert. Bei Unterschreiten der Emissionsrechte, kann das Unternehmen überschüssigen Berechtigungen verkaufen.[8]

## Politik
Die Anreizsteuerung findet auf der politischen Ebene zahlreiche Anwendungsbereiche, z. B. bei multi- oder bilateralen Abkommen auf zwischenstaatlicher Ebene und in der Innenpolitik.
Ein Beispiel für die Anreizsteuerung auf zwischenstaatlicher Ebene ist das Abkommen zwischen dem Iran und den führenden Industrieländern. In dem sogenannten Joint Comprehensive Plan of Action (JCPOA, „Gemeinsamer umfassender Aktionsplan“) erklärte sich der Iran bereit, ein Großteil seiner Uran-Anreicherungszentrifugen zu entfernen, im Gegenzug werden die zuvor erhobenen Sanktionen reduziert. Bei Nichteinhalten der Vereinbarung werden die Sanktionen wieder aufgenommen. Der Anreiz für den Iran besteht darin, seine wirtschaftliche Konkurrenzfähigkeit wieder zu erlangen.
Die Anreizsteuerung im innenpolitischen Bereich kann sowohl ganze Wirtschaftssektoren betreffen als auch das Verhalten des Individuums. Im Bereich der Agrarwirtschaft spielt Anreizsteuerung eine große Rolle. Mit der Gewährung von Subventionen werden zahlreiche Ziele verfolg, z. B. die Sicherung des Lebensunterhalts der Landwirte, die Förderung von ökologischen Landbau sowie die Einhaltung von Umweltschutzrichtlinien. Ziel ist die nachhaltige Sicherung der Nahrungsversorgung.
Im Bereich der Familienpolitik hat der Gesetzgeber durch den Rechtsanspruch auf Betreuungsplätze von Kindern ab dem ersten Lebensjahr Anreize zur Familiengründung gesetzt. Für eine gute wirtschaftliche Entwicklung eines Staates ist eine ausreichende Geburtenrate erforderlich. Die meisten Familien sind auf das Einkommen beider Elternteile und somit auf eine Betreuung ihrer Kinder angewiesen. Der einklagbare Rechtsanspruch gibt Familien rechtliche und wirtschaftliche Sicherheit und ermutigt daher zur Familienplanung.

## Konsumverhalten
Auch das Konsumentenverhalten wird durch Anreizsteuerung der Politik beeinflusst.
Eine Art der Anreizsteuerung ist die Besteuerung von Produkten, welche z. B. die Gesundheit gefährden und somit gesellschaftlich und politisch unerwünscht sind. Dies soll die Kaufentscheidung des Konsumenten beeinflussen.
Ein Beispiel hierfür ist die Besteuerung von Tabakwaren. Bei einer Schachtel Zigaretten mit 20 Stück und einem Verkaufspreis von 6,00 € beträgt die Tabaksteuer etwa 3,27 € und somit mehr als die Hälfte des Verkaufspreises. Auch die gesetzliche Verpflichtung der Tabakfirmen, Ekelbilder auf Zigarettenpackungen zu drucken, soll den Verbraucher zu einer kritischeren Haltung gegenüber seinem Zigarettenkonsum bewegen.
Konträr hierzu ist die Anreizsteuerung durch Subventionierung. Der Staat fördert z. B. den Umstieg auf Elektroautos, um den Kohlenstoffdioxid- und Stickoxidausstoß zu verringern. Für den Kauf eines Elektroautos wird eine Prämie von 4000 € bezahlt. Ein Elektroauto hat einen höheren Anschaffungspreis als ein vergleichbares Auto mit Diesel- oder Benzinkraftstoffverbrennung. Die Prämie soll einen Anreiz zum Kauf eines Elektroautos fördern.
Durch die Anreizsteuerung sollen nicht die Handlungsoptionen des Konsumentens eingeschränkt werden, sondern gewisse Verhaltensweisen gefördert bzw. gehemmt werden.
Im Extremfall kann der Staat ein Gut so stark besteuern, dass der Preis wie eine Prohibition wirkt (Prohibitivpreis). Der Konsument hat keine Wahlmöglichkeit mehr, er muss der staatlich präferierten Handlungsoption folgen. In der Praxis findet diese Form der Anreizsteuerung in der freien Marktwirtschaft jedoch keine Anwendung.
Auch Unternehmen wenden das Prinzip der Anreizsteuerung an, um das Kaufverhalten der Konsumenten zu ihren Gunsten zu beeinflussen. Sie werben mit Sonderangeboten („Nimm drei, zahle zwei“) oder Rabattaktionen. Mit der Aussicht zu Sparen, wird der Konsument zum Kaufen angeregt.